# Бренот
Бренот (на гръцки: Βρεανότης) е средновековен град, чието разположение е неизвестно, но се предполага, че се е намирал в южните части на Македония. През 11 век той става център на епархия на Охридската архиепископия, обхващаща власите и вардариотите в целия диоцез, дотогава пряко подчинени на архиепископа. По-късно вардариотите преминават под властта на митрополита на Солун.